# Ехегис
Ехегис (арм. Եղեգիս) — село в марзе Вайоц-Дзор (Армения). Имеет богатое историческое прошлое, со средневековым монастырем Зорац Кар и крепостью Смбатаберд, расположенной в окрестностях Ехегиса. Название города произошло от армянского слова եղեգն, что означает тростник.

## Географическое положение
Административная территория общины составляет 1372 га, из которых 157 га являются собственностью граждан. Остальная часть земель находятся в общественной собственности и 36 гектаров являются государственной собственностью (пастбища, луга).
Деревня расположена на территории бывшего Ехегнадзорского района, ныне в марзе Вайоц Дзор. Расположен примерно в 18 км от города Ехегнадзор, в 135 км от Еревана. Он расположен на склонах левого берега реки Ехегис, 1640 м над уровнем моря. В селе Ехегис есть еврейское кладбище.

## Население
По данным «Сборника сведений о Кавказе» за 1880 год, в селе Алагез Шарур-Даралагезского уезда по сведениям 1873 года было 33 двора и проживало 223 азербайджанца (указаны как «татары»), которые были шиитами.
По данным Кавказского календаря на 1912 год, в селе Алагез Шарур-Даралагезского уезда проживало 524 человека, в основном азербайджанцев, указанных как «татары».
Изменения в населении Ехегиса.
| Год      | 1914 | 1919 | 1959 | 1970 | 1979 | 2001 | 2004 |
| Резидент | 524  | 97   | 499  | 884  | 963  | 513  | 507  |

## Экономика
Население занимается выращиванием табака, скотоводством и полевыми культурами. В селе есть камнеобрабатывающий завод.

## Достопримечательности

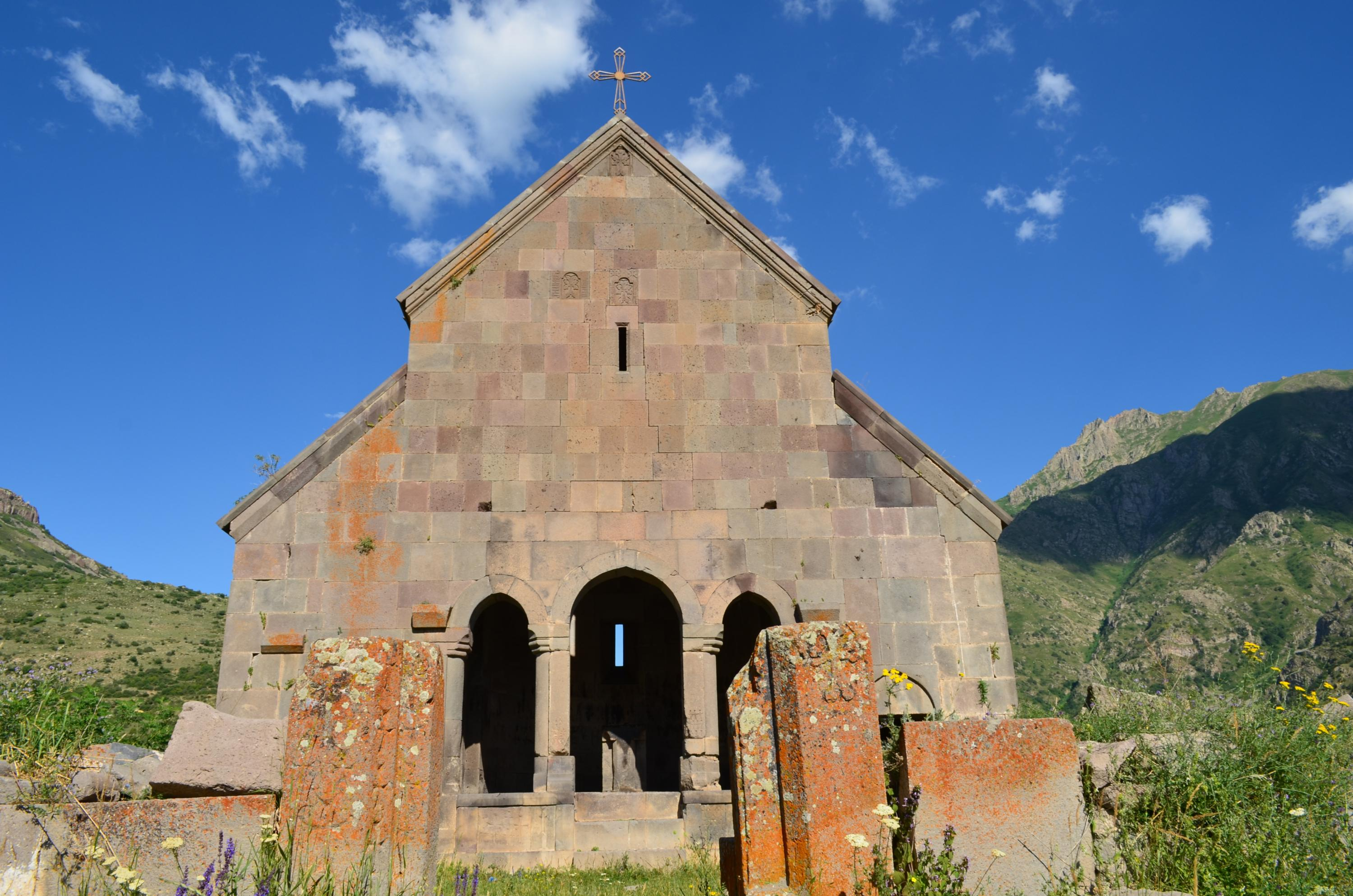
Св. Степанос

В северо-западной части Ехегиса находится руины Ехегисской крепости (Смбатаберд, IX век), в восточной части расположен монастырь Св. Степанос (Зорац) (XIII век), в западной части — церковь Св. Аствацацин (реконструированная в 1703 году), в южной части — церковь Св. Ншан (Карапетская) (XI—XIII века), хачкары XI—XVI веков.

### Кладбище в селе Ехегис
В 1996 году на территории Армении сделаны важные археологические открытия, были найдены надгробия, на которых содержались тексты на древнееврейском и арамейском языках. Найдены они были близ населенного пункта Ехегис в Вайоцдзорской области на юго-востоке страны. Подобные открытия уже имели место. Так, архимандрит (вардапет) о. Гарегин (Овсепян) в 1910 году обнаружил непохожий на другие надгробный камень, фотографию которого отослал известному ученому Николаю Марру. Плита представляла собой камень размером 1,4 на 0,6 м, содержащий надпись в четыре строки, которая была расшифрована профессором П. К. Коковцовым.

Niftar ha-bakhur ha-kasher he-‘anaw // mar khawaga Sharaf ’aldin ben ha-zaqen khawaga Sabay S[ofo]"T[ov] // melekh ha-kavod yanikhehu ‘im ’Abraham Yickhaq we-Ya‘aqov // We-Yeqayyem ‘al qavrato yikhyu metekha navlati yaqumun we-g[amre] shenat ATTKh

Скончался честный, праведный, смиренный юноша, // господин наш, хаваджа Шараф-эд-Дин, сын Сабая, да будет ему благой конец. // Царь Славы, да упокоит его вместе с Авраамом, Исааком и Иаковом // и исполнит в отношении его погребения «оживут мертвые твои, мои трупы восстанут.» [ Ис. 26:19 ] Год 1808 [селевкидской эры = 1496/1497 н. э.].

Позже в 1912 году о кладбище в селе Ехегис появилась заметка в трудах Императорской академии наук. Предпринимались попытки изучения кладбища ещё в конце 1970-х годах, однако тогда серьёзные археологические работы не велись. Датируемые, начиная от середины XIII века, а некоторые конкретно 1337 годом, находки эти являются убедительным доказательством существования еврейской общины на территории Армении с древнейших времен до Нового времени. Громкую научную славу местное захоронение после того, как профессор Майкл Стоун из Еврейского университета в Иерусалиме заявил, что 
обнаружено самое раннее в мире еврейское кладбище, уникальное тем, что на многих надгробиях сохранились надписи на иврите и арамейском.

После этого открытия был подписан трёхсторонний договор между Иерусалимским университетом, ереванским Институтом археологии и этнографии и Армянской апостольской церковью, и в 2000—2001 годах организована совместная экспедиция. В состав экспедиции помимо армянских учёных вошли профессор Майкл Стоун, археолог доктор Давид Амид, фотограф Йовав Лоефф и доктор Гарвардского университета Серхио Лапорта, а также другие учёные. В ходе работ были найдены и исследованы 12 надгробий с двадцатью надписями, которые датируются периодом с 50-х годов XIII века до начала XIV века. По форме камни не отличаются от армянских надгробий того же времени — скорее всего их делали армянские мастера, а затем на плиты наносился текст на иврите и арамейском. Согласно опубликованным сообщениям, одна из надписей на иврите с примесью арамейских выражений гласит: 

Niftar Baba bar David be-khodesh Tammuz shenat aleph-taf-resh — dokhran tav lenichot nafshata 
Скончался Баба, сын Давида в месяц Таммуз, год 1600 (1289 год н. э.), да упокоится его душа.
Михаил Носоновский из Бостона считает, что, если датировки памятников верны, можно говорить о существовании еврейской общины в Ехегисе не только в конце XIII века, но на протяжении более 230 лет, по крайней мере вплоть до конца XV столетия. Согласно некоторым сообщениям, надпись на стене армянской церкви близ Ехегиса гласит, что земля, на которой она установлена, была приобретена у евреев.

## Галерея

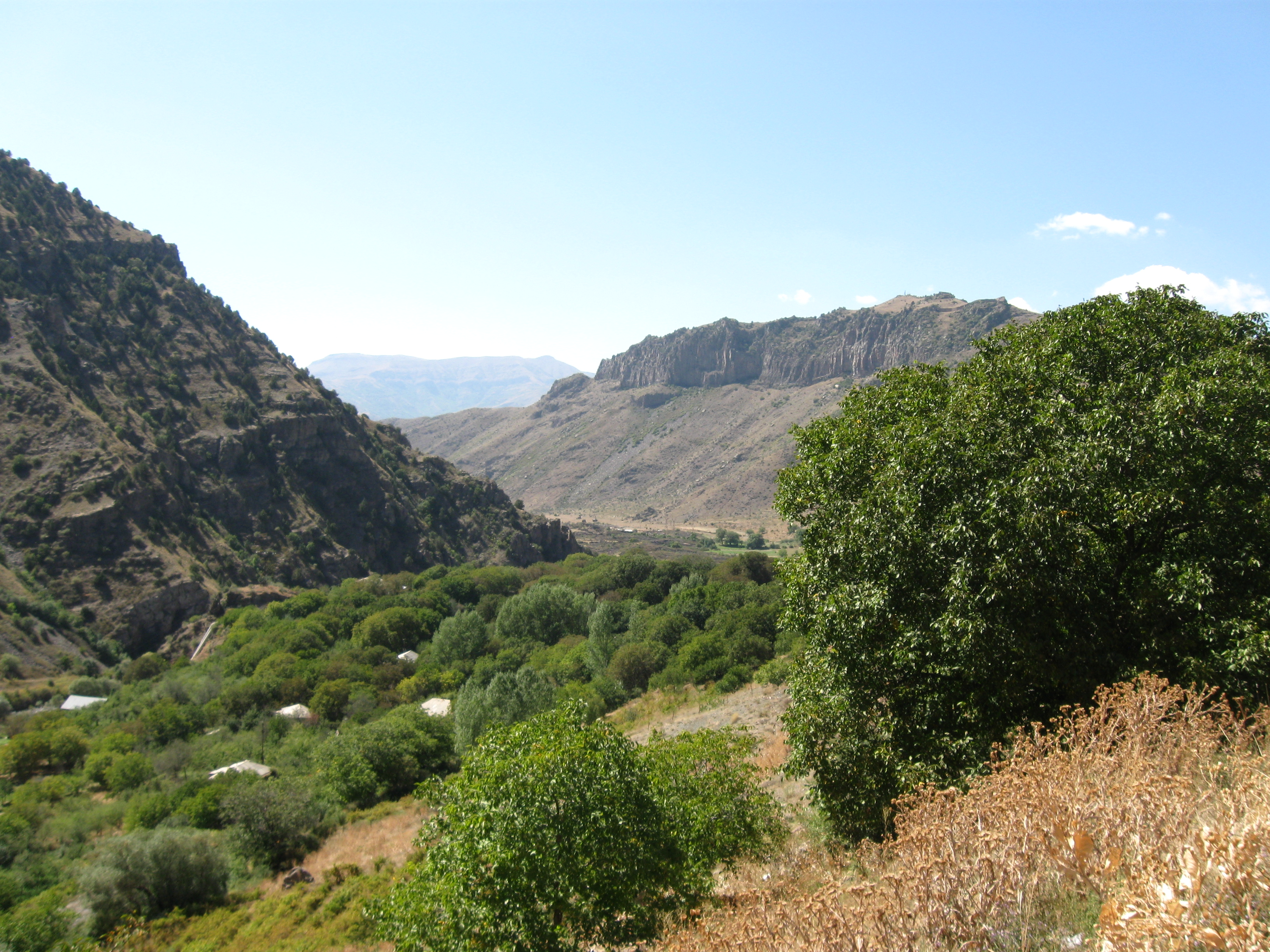
Каньон реки Ехегис
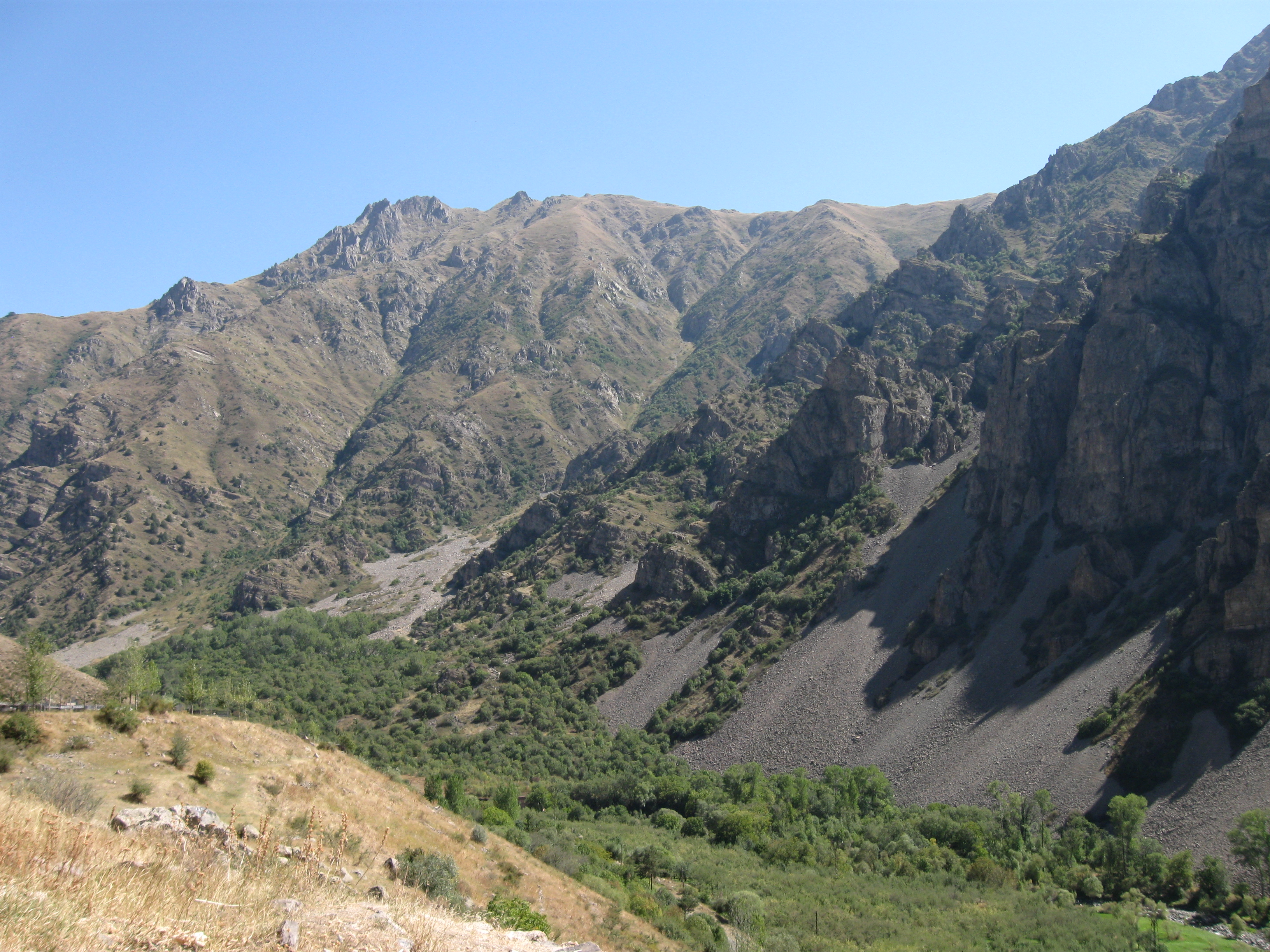
Рядом с храмом Зорац
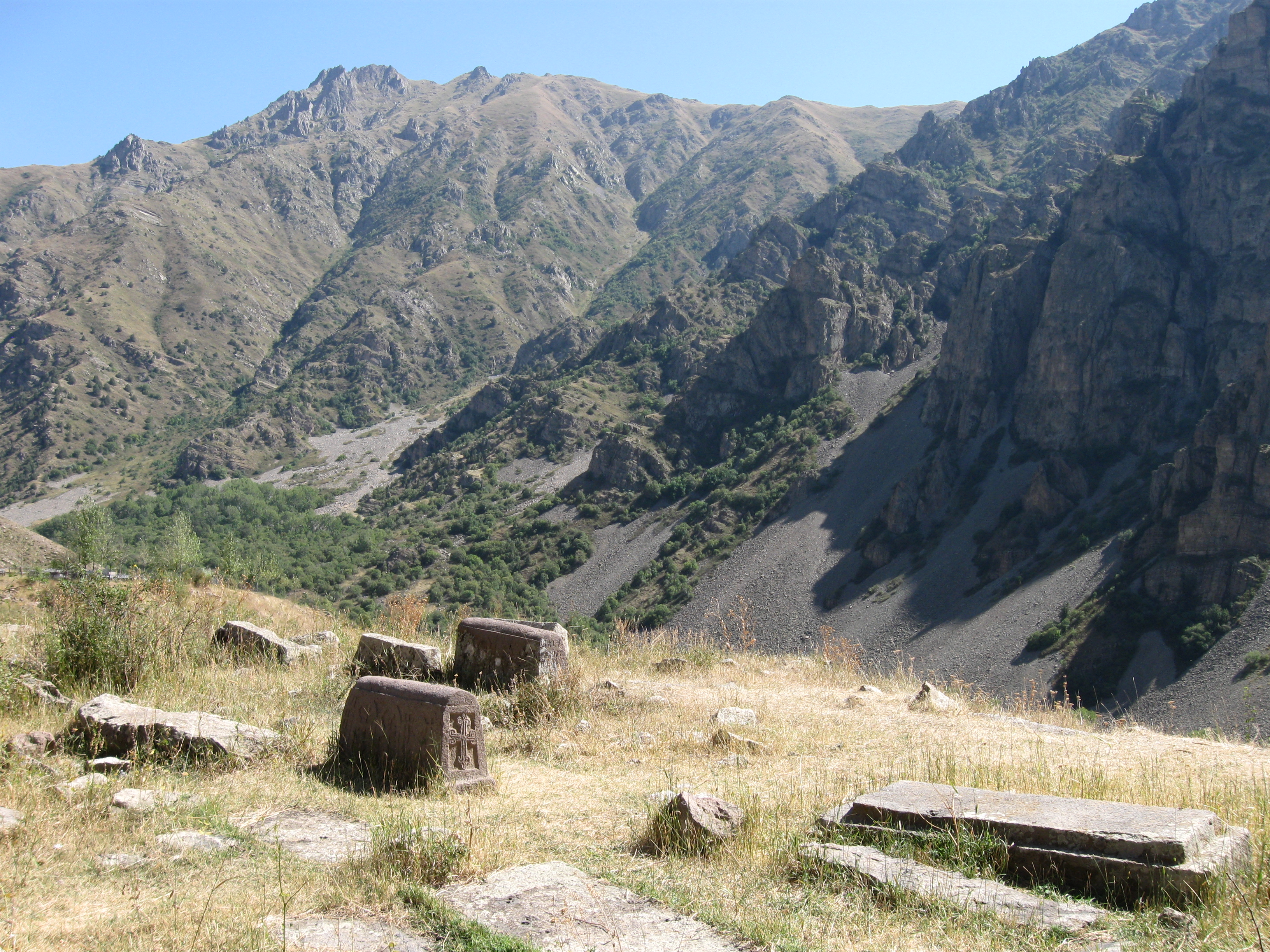
Древнее кладбище Ехегнис